# Flemmingsche Tonkuhle (Berenbostel)
Die Flemmingsche Tonkuhle bei Berenbostel, einem Stadtteil von Garbsen, ist eine – seit vielen Jahren sanierte – ehemalige Sondermülldeponie an der Bundesstraße 6, die nach der Bodensanierung mit verschiedenen Gebäuden überbaut wurde wie etwa dem Hornbach-Baumarkt, einem Betriebshof der aha, Teilen des Unternehmens Teppich Kibek sowie dem ehemaligen Holzhandel Stöllger.

## Geschichte

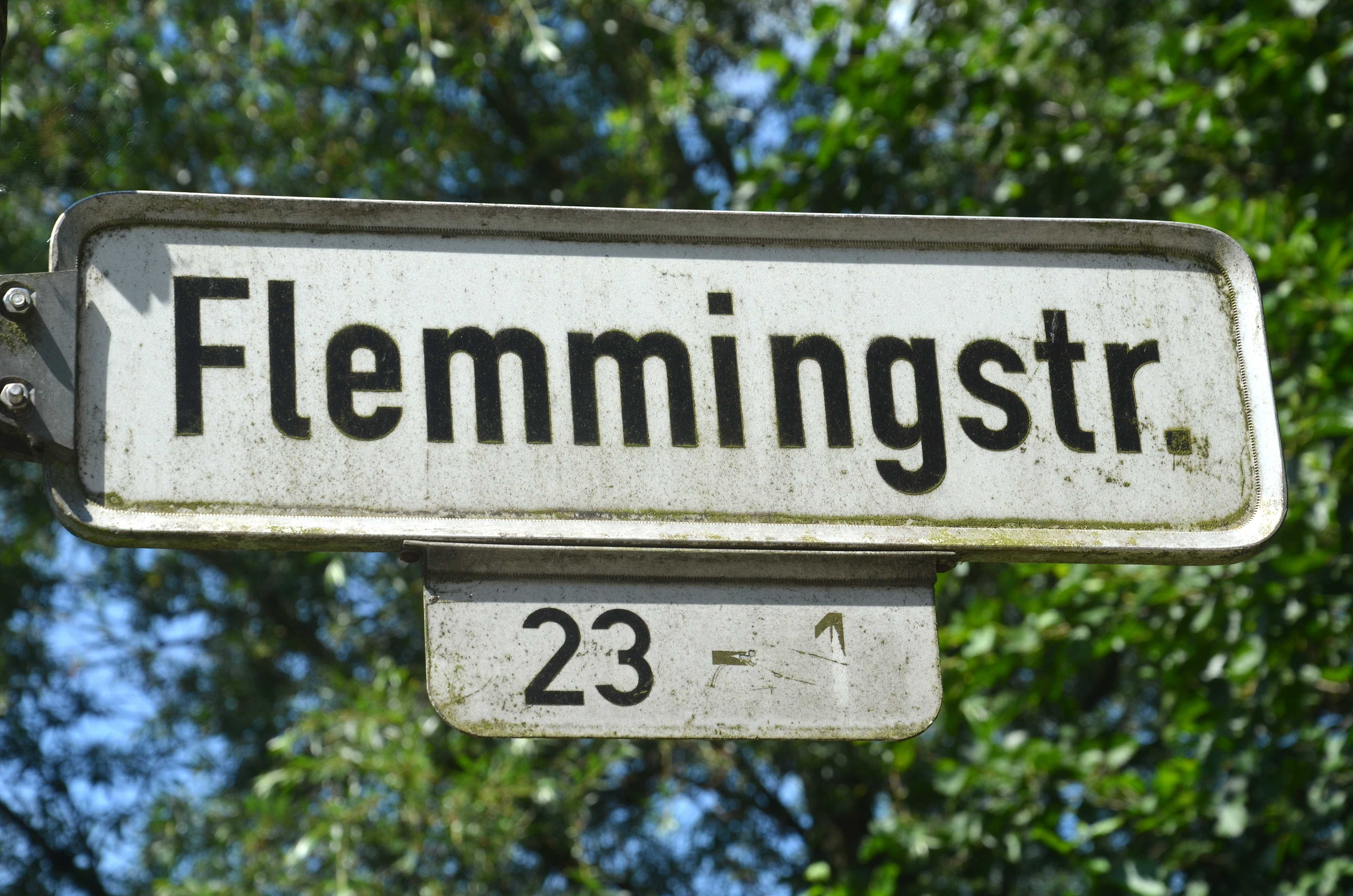
Straßenschild der Flemmingstraße in Berenbostel

Die spätere Flemmingsche Ziegelei wurde in der Gründerzeit des Deutschen Kaiserreichs im Jahr 1873 von den Kaufleuten Konrad Windmeier und August Egestorff gegründet. Später wechselten mehrfach die Besitzer.
In den Anfangsjahren des Unternehmens arbeiteten – ähnlich wie in anderen Berenbosteler Ziegeleien – zahlreiche „Gastarbeiter“, die – aufgrund eines Mangels an Arbeitskräften – aus dem Lipper Land in die spätere Region Hannover angeworben wurden.
Nach dem Ersten Weltkrieg und im Jahr des Höhepunktes der Deutschen Hyperinflation 1923 war zuletzt die Firma Bartling, Brothagen und Companie als Eigentümerin im Handelsregister festgehalten. Doch kurz darauf erwarb der hannoversche Kohlengroßhändler Karl Flemming diese älteste Ziegelei in Berenbostel. Die Flemmings führten das Werk als Familienunternehmen bis zur Einstellung der Produktion Anfang der 1960er Jahre fort.
Nach der Stilllegung wurde die Flemmingsche Tonkuhle großteils mit Sondermüll zugeschüttet, wiederum später jedoch saniert.

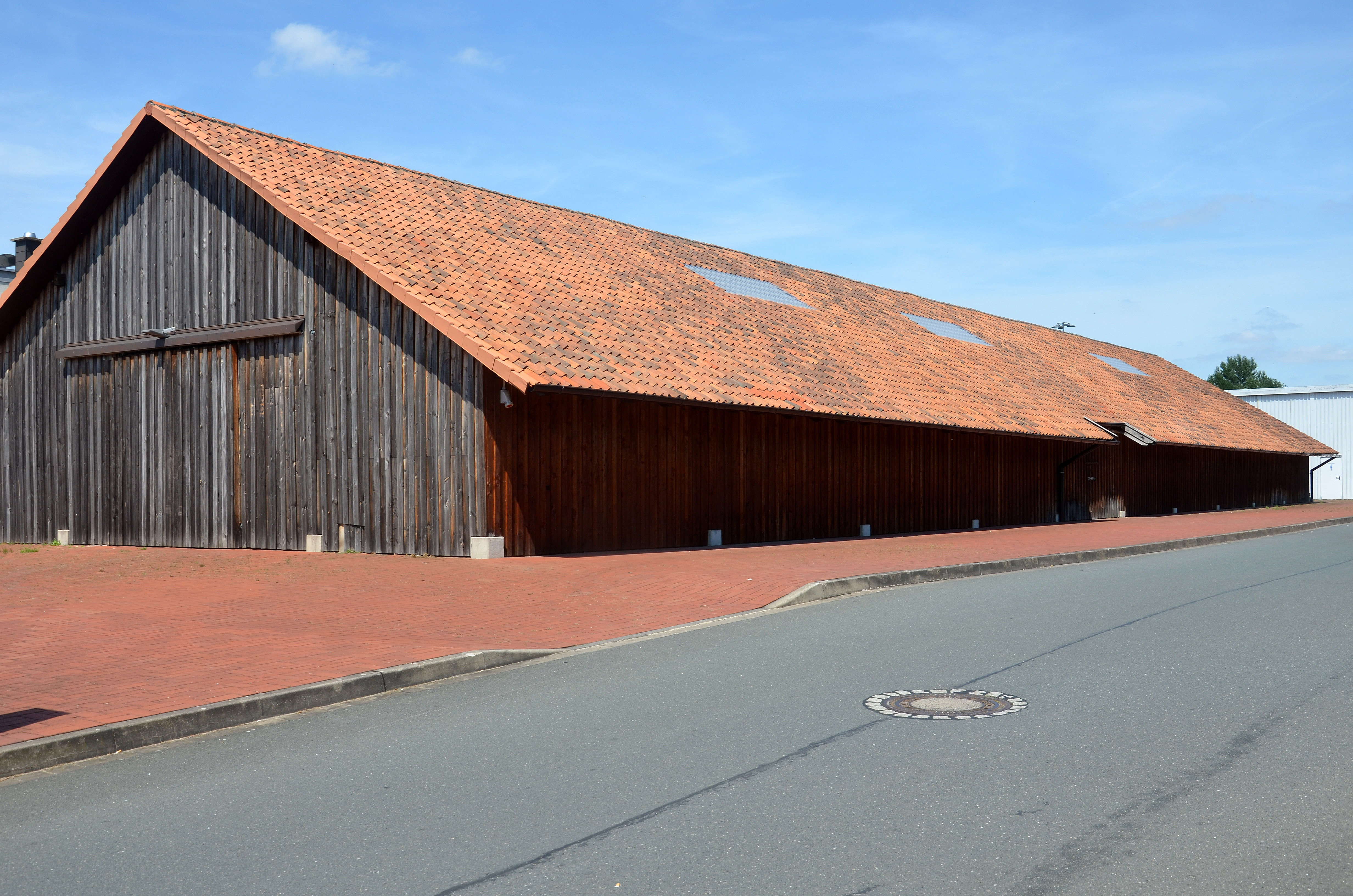
Der auf dem Gelände des Möbelhauses Möbel Hesse als wiederaufgebaute Trockenschuppen dient seitdem als Veranstaltungshalle

Von der alten Flemmingschen Ziegelei hat sich ein ehemaliger Trockenschuppen erhalten, der abgetragen und auf dem Gelände der Firma Möbel Hesse als Unterstand für Veranstaltungen wieder aufgebaut wurde.